# Het Zwin
Het Zwin este o arie protejată (arie specială de conservare — SAC, sit de importanță comunitară — SCI, arie de protecție specială avifaunistică — SPA) din Belgia întinsă pe o suprafață de 1.914 ha, integral pe uscat.

## Localizare
Centrul sitului Het Zwin este situat la coordonatele 51°20′00″N 3°21′00″E / 51.3333°N 3.35°E.

## Înființare
Situl Het Zwin a fost declarat arie de protecție specială avifaunistică în octombrie 1988 pentru a proteja 11 specii de animale. Alte tipuri de protecție:
- sit de importanță comunitară (în ianuarie 1900)
- arie specială de conservare (în ianuarie 1900)[1][2]

## Biodiversitate
Situată în ecoregiunea atlantică, aria protejată nu include niciun habitat protejat.
La baza desemnării sitului se află mai multe specii protejate de  păsări (11): gârliță mare (Anser albifrons), barză albă (Ciconia ciconia), egretă albă (Egretta alba), egretă mică (Egretta garzetta), ciocârlie de pădure (Lullula arborea), gușă albastră (Luscinia svecica), stârc de noapte (Nycticorax nycticorax), viespar (Pernis apivorus), bătăuș (Philomachus pugnax), lopătar (Platalea leucorodia), ciocântors (Recurvirostra avosetta).